# John Hobart (3e baronnet)
Pour les articles homonymes, voir John Hobart.
John Hobart, 3e baronnet (20 mars 1628 - 22 août 1683) est un propriétaire terrien et homme politique anglais qui siège à la Chambre des communes à plusieurs reprises entre 1654 et 1683.

## Biographie
Il est le fils de Miles Hobart (fils d'Henry Hobart (1er baronnet)) et de son épouse Frances Peyton, fille de John Peyton (1er baronnet) et est né à Ditchingham, dans le Norfolk. Il succède à son oncle John Hobart (2e baronnet) comme baronnet en 1647 .
En 1654, il est élu député de Norfolk au premier parlement du protectorat. Il est réélu député de Norfolk en 1656 pour le deuxième parlement du protectorat.
Après la restauration, Hobart est nommé shérif de Norfolk en 1667 et accueille le roi Charles II d’Angleterre à Blickling en 1671. Il est réélu député de Norfolk au Parlement Cavalier de 1673 à février 1679 et à partir du mois de mai de la même année jusqu'à sa mort.
En juin 1656, il épouse Mary Hampden, fille de John Hampden à St Giles-in-the-Fields à Londres. Il se remarie avec sa cousine Philippa, fille de son oncle John. Il a trois fils et deux filles de sa première femme.
Hobart est enterré à Blickling une semaine après sa mort et son fils aîné Henry lui succède.